# Cirkelbroen

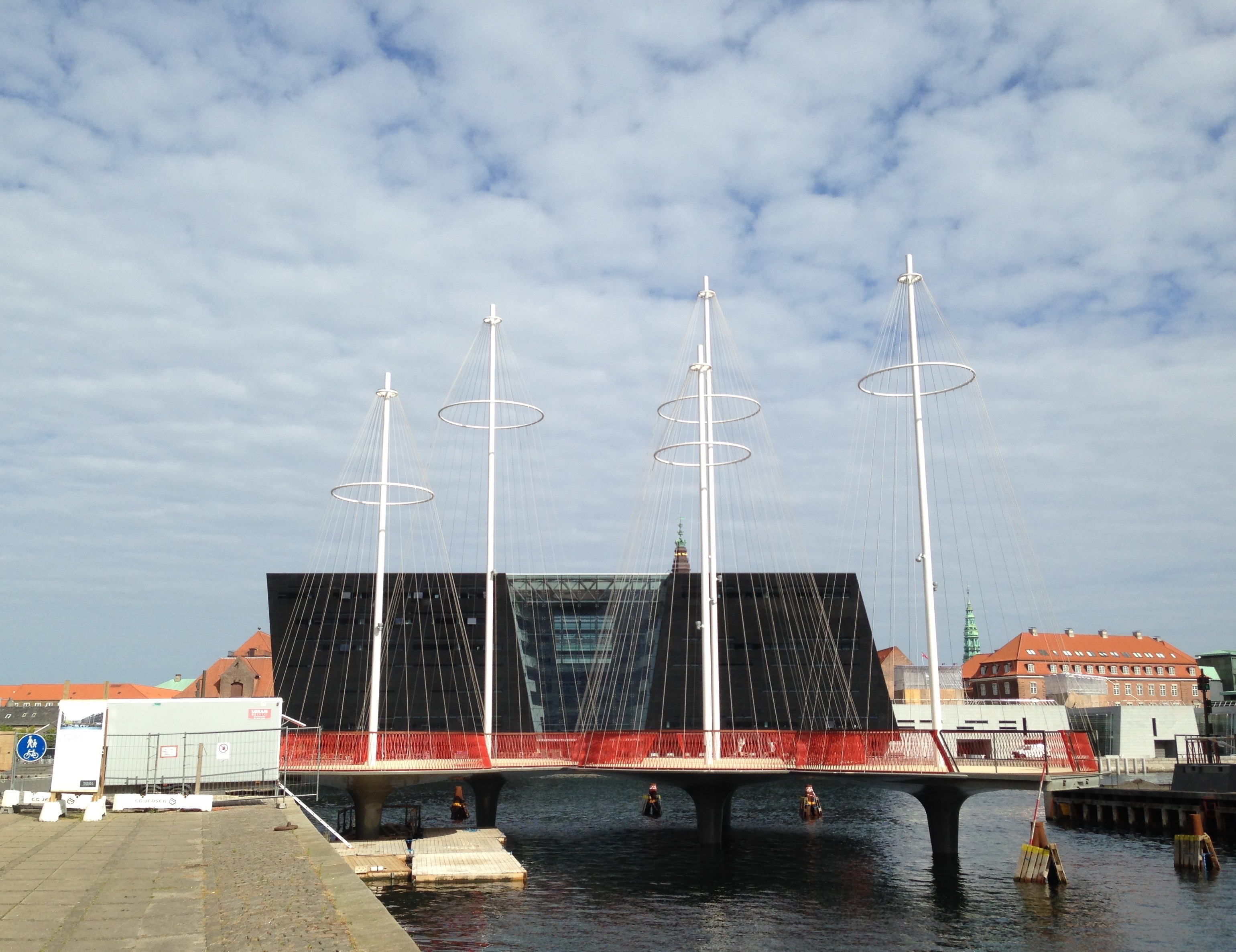
Cirkelbroen med Det Kongelige Bibliotek i fonden

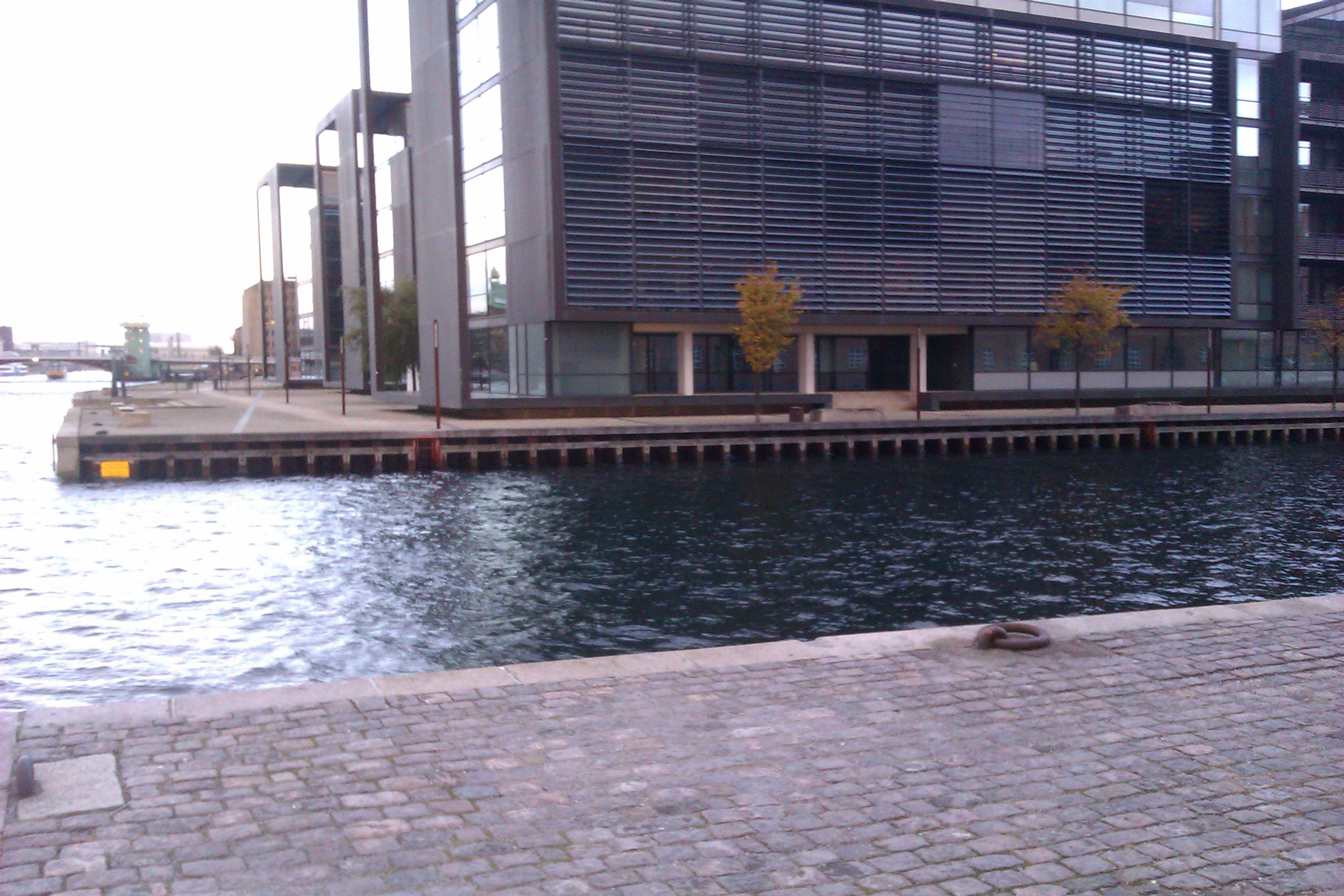
Så här såg kanalen ut innan bron byggdes.

Cirkelbroen är en 32 meter lång gångbro i Köpenhamn över Christianshavns Kanal, som ritats av Olafur Eliasson och invigdes i augusti 2015. Den förbinder Christiansbro med Applebys Plads och bidrar till att skapa en sammanhängande promenad längs Inderhavnen. Cirkelbroen är en svängbro, som består av fem runda plattformar i olika storlekar, var och en dekorerad med en mast. Den har finansierats av Nordea-fonden.